# Le Pavillon-Sainte-Julie

Le Pavillon-Sainte-Julie este o comună în departamentul Aube din nord-estul Franței. În 1 ianuarie 2022 avea o populație de 278 de locuitori.